# 三教指帰注集
『三教指帰注集』（さんごうしいきちゅうしゅう）は、釈成安による『三教指帰』の注釈書。
作者の釈成安についての詳細はわかっていないが、濟暹（1025年 - 1115年）と何らかの関係のあった人物ではないかと推測されている。序文の末から、成立は寛治2年（1088年）ということがわかる。天理図書館で『覚明注』とされる本や尊経閣文庫の『三教指帰注』などは、この『三教指帰注集』の下巻部分であることがわかっている。大谷大学図書館所蔵の本が唯一の完本であり、影印・翻刻ともに公刊されている。
大谷大学図書館本は1996年6月27日付で重要文化財に指定されている。